# José Bleda Grau
José Bleda Grau, řeholním jménem Berardo z Lugar Nuevo de Fenollet (23. července 1867, Lugar Nuevo de Fenolle – 30. srpna 1936, Benigánim) byl španělský římskokatolický řeholník Řádu menších bratří kapucínů a mučedník. Katolická církev ho uctívá jako blahoslaveného.

## Život
Narodil se 23. července 1867 v Lugar Nuevo de Fenolle jako nejstarší ze tří dětí Josého Bledy Florese a Rosario Antonie roz. Grau Más. Pokřtěn byl 28. července ve farnosti san Diego de Alcalá de Lugar Nuevo knězem Antoniem Donatem, který mu dal jméno José. Vyrůstal v silné křesťanské rodině a již od dětství toužil po řeholním životě. Jeden z jeho bratrů však sloužil jako voják na Kubě, a proto musel pomáhat své rodině a oddalovat odchod do kláštera.
Roku 1900 vstoupil do kapucínského řádu a 2. února přijal hábit. Dne 2. února 1901 složil v Odihuele své časné sliby a 14. února 1904 věčné sliby. Podle řeholníků byl poslušným, mírumilovným a pracovitým řeholníkem. Po složení slibů byl přidělen do kláštera v Orihuele, kde sloužil jako krejčí a žebral pro svůj klášter.
Po vypuknutí španělské občanské války a počátku pronásledování katolické církve roku 1936 musel jako ostatní opustit klášter. V této době byl již téměř slepý. V noci 30. srpna 1936 jej v Benigánimu zajali členové místního výboru pod záminkou výslechu. Naložili jej do auta a v průsmyku silnice Benigánimu byl zabit. Podle nalezeného těla byl postřelen do oka. Ostatky byly pohřbeny do hromadného hrobu v Genovés. Tělo se nepodařilo identifikovat.

## Proces svatořečení
Dne 17. prosince 1957 byl ve valencijské arcidiecézi zahájen jeho proces blahořečení. Do procesu bylo zařazeno také dalších jedenáct kapucínů, pět klarisek-kapucínek a jedna bosá augustiniánka.
Dne 20. prosince 1999 uznal papež Jan Pavel II. jejich mučednictví. Blahořečeni byli 11. března 2001.